# 金從洋
金從洋（1540年—？），字汝孝，號毅所，直隸松江府華亭縣民籍，上海縣人，明朝政治人物。

## 生平
隆慶四年（1570年）庚午科應天鄉試第十一名舉人，五年（1571年）中式辛未科會試第二百八十四名，三甲第九十名進士。兵部觀政，授曲江縣知縣，萬曆三年（1575年）升大理寺評事，升工部主事，六年（1578年）升員外郎，七年（1579年）升郎中，十年（1582年）八月出為貴州布政使司右參議、兵備銅仁，十二年（1584年）十一月升雲南按察司副使，十七年（1589年）二月升陝西苑馬寺卿，丁母憂歸。

## 家族
曾祖金顯；祖父金廷璋，號芝疇；父金鍾（1508年-1564年），號碧峰，贈雲南按察司副使。母管氏（1511年-1588年），封恭人。慈侍下。弟金自洋、金繼洋，從弟金祖洋、金煥洋。